# Anoplocapros robustus
Anoplocapros robustus es una especie de peces de la familia Aracanidae en el orden de los Tetraodontiformes.

## Morfología
Los machos pueden llegar alcanzar los 22 cm de longitud total.

## Hábitat
Es un pez de mar de clima tropical y asociado a los  arrecifes de coral.

## Distribución geográfica
Se encuentra en Australia e Islas Salomón.